# Tượng đài Quốc gia (Hoa Kỳ)

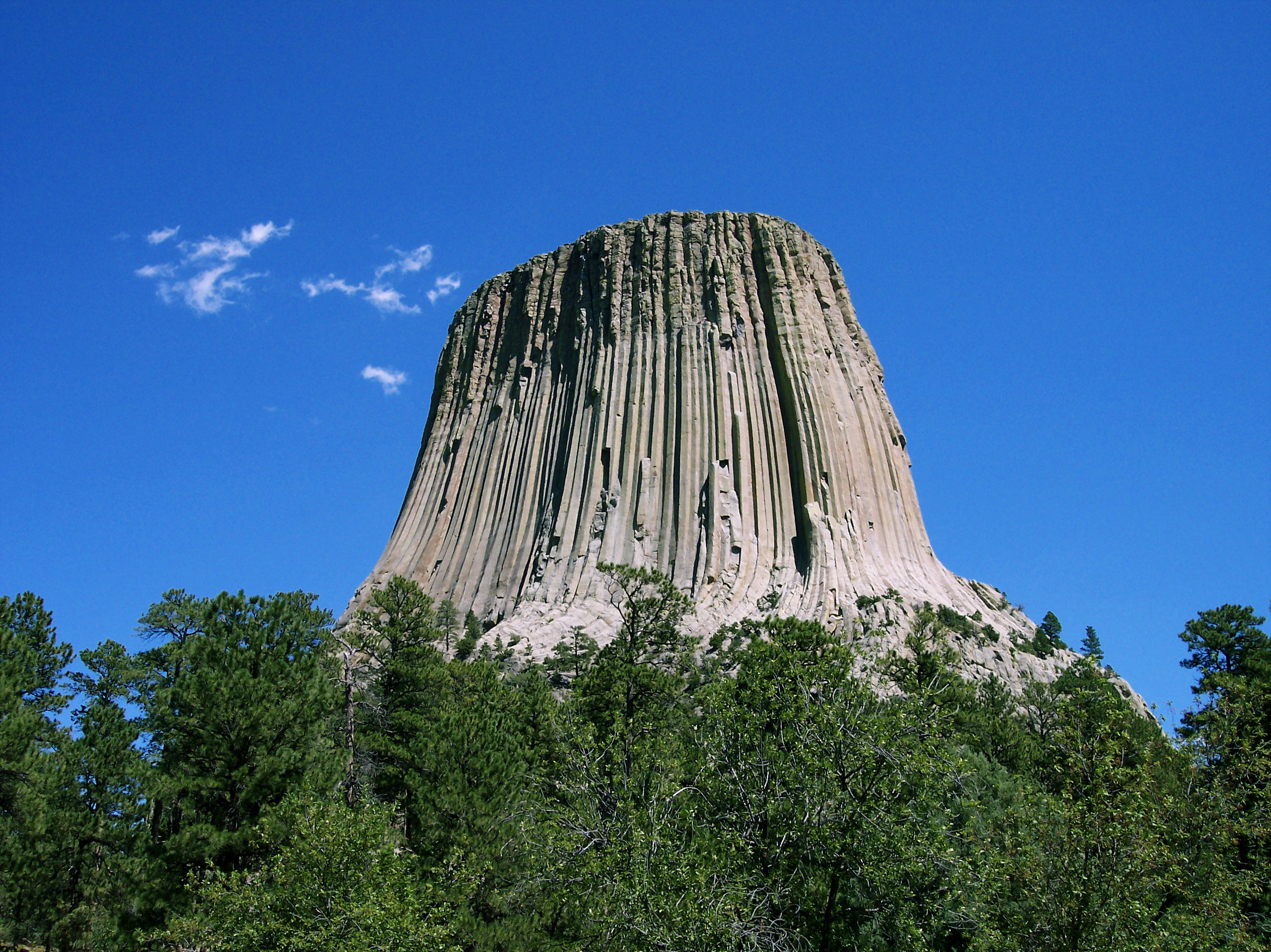
Tượng đài Quốc gia Devils Tower

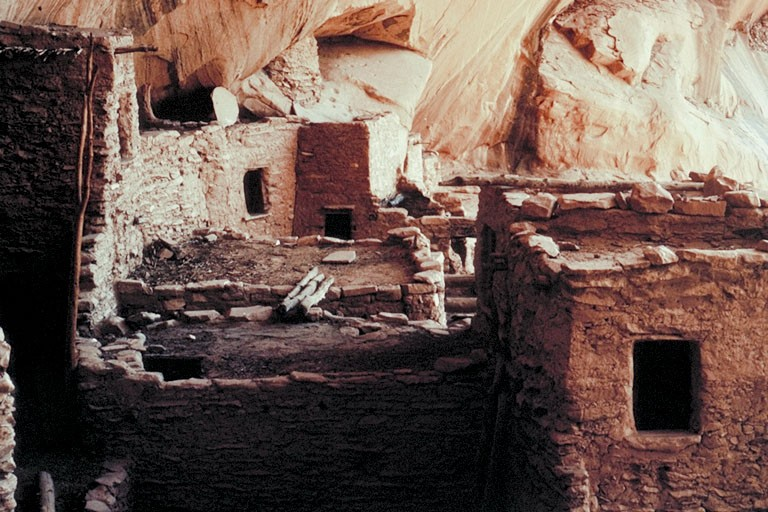
Tượng đài Quốc gia Navajo

Tượng đài Quốc gia Tượng Nữ thần Tự do

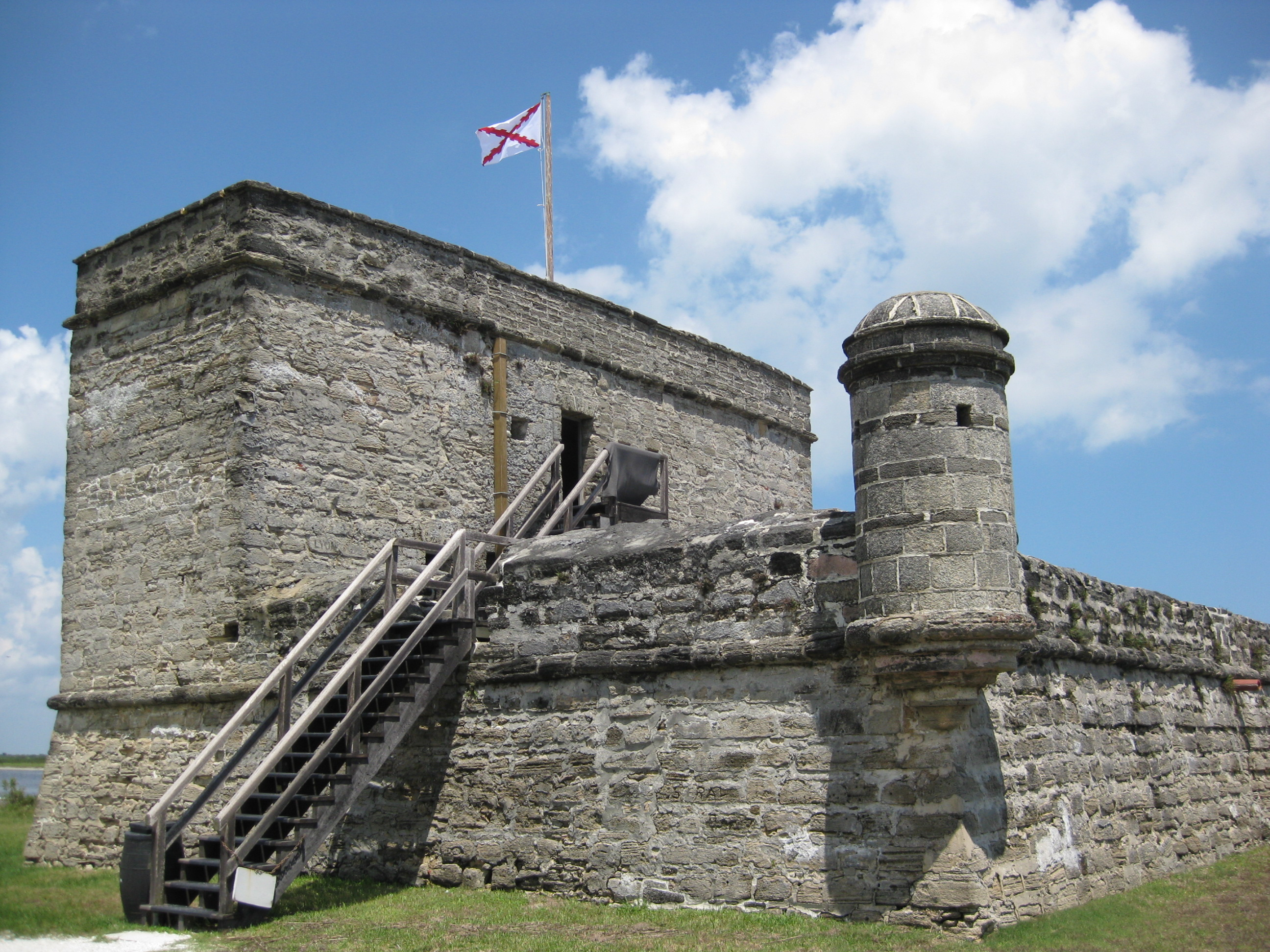
Tượng đài Quốc gia Fort Matanzas

Một Tượng đài Quốc gia (tiếng Anh: National Monument) tại Hoa Kỳ là một khu vực được bảo vệ tương tự như một Vườn quốc gia, ngoại trừ là Tổng thống Hoa Kỳ có thể nhanh chóng công bố một khu vực nào đó của Hoa Kỳ là một Tượng đài Quốc gia mà không cần có sự chấp thuận của Quốc hội Hoa Kỳ. Các tượng đài quốc gia nhận được ít kinh phí hơn và đời sống hoang dã của nó cũng ít được bảo vệ hơn so với các vườn quốc gia. Tuy nhiên, các khu vực nằm bên trong và mở rộng ra bên ngoài các vườn quốc gia, các tượng đài quốc gia và các khu rừng quốc gia có thể là một phần của những khu hoang dã. Những khu hoang dã như thế có một cấp độ bảo vệ thậm chí cao hơn so với một vườn quốc gia đơn độc cho dù các khu hoang dã được Cục Công viên Quốc gia Hoa Kỳ và Cục Quản lý Đất Hoa Kỳ quản lý thường cho phép săn bắn.
Các tượng đài quốc gia có thể được một trong các cơ quan liên bang sau đây quản lý: Cục Công viên Quốc gia Hoa Kỳ, Cục Kiểm lâm Hoa Kỳ, Cục Hoang dã và Cá Hoa Kỳ, hay Cục Quản lý Đất Hoa Kỳ.
Quyền lực lập nên các tượng đài quốc gia có được là nhờ Đạo luật Antiquities năm 1906. Tổng thống Theodore Roosevelt sử dụng đạo luật này để tuyên bố tượng đài quốc gia đầu tiên tại Hoa Kỳ là Tượng đài Quốc gia Devils Tower tại Wyoming. Ông nghĩ rằng Quốc hội Hoa Kỳ phản ứng quá chậm chạp và tượng đài này có thể bị hư hại theo thời gian trước khi Quốc hội chấp thuận biến khu vực tượng đài này thành một công viên quốc gia.

## Lịch sử
Đạo luật Antiquities năm 1906 là kết quả của những điều quan ngại về việc bảo vệ phần lớn các phế tích và những đồ vật khảo cổ của người bản thổ Mỹ thời tiền sử (được gọi tên chung là "antiquities" có nghĩa là đồ cổ) trên đất liên bang tại miền Tây Hoa Kỳ. Đạo luật cho phép cấp giấy phép cho các cuộc điều tra khảo cổ học hợp pháp và định mức xử phạt đối với các cá nhân chiếm dụng hay phá hủy các đồ vật cổ mà không xin phép. Đạo luật cũng cho phép các tổng thống tuyên bố "các danh lam lịch sử, các công trình xây dựng lịch sử và tiền sử, và các vật thể khác mang tính chất lịch sử hay có ý nghĩa đối với khoa học" thành các tượng đài quốc gia. Nó cũng cho phép tổng thống tuyên bố "khu vực giới hạn mà theo đó trong mọi trường hợp, tượng đài phải được thu gọn vào trong một khu đất nhỏ nhất tương xứng với sự chăm sóc và quản lý thích đáng đối với các mẫu vật cần được bảo vệ bên trong đó."
Như vậy các tượng đài quốc gia ban đầu được tuyên bố với mục đích là để bảo vệ các sắc thái văn hóa tiền sử hay các cổ vật và thường thì các tượng đài này nhỏ. Tuy nhiên, văn từ trong đạo luật có nói đến "các vật thể...có ý nghĩa đối với khoa học" đã giúp cho Tổng thống Theodore Roosevelt lấy cả một khối địa chất tự nhiên là Devils Tower (nghĩa là tháp quỷ) ở tiểu bang Wyoming làm tượng đài quốc gia đầu tiên ba tháng sau đó. Trong số 3 tượng đài kế tiếp mà ông tuyên bố vào năm 1906 là Rừng Petrified tại Arizona, cũng là một khối địa chất tự nhiên khác (Quốc hội Hoa Kỳ sau đó biến nó thành một công viên quốc gia).
Sự trông mong rằng các tượng đài quốc gia là nhỏ nhắn chẳng bao lâu không còn ý nghĩa nữa. Năm 1908, Roosevelt một lần nữa đã dùng đạo luật để tuyên bố hơn 800.000 mẫu Anh (3.200 km²) của Grand Canyon thành một tượng đài quốc gia, đây là một "vật thể có ý nghĩa đối với khoa học" rất to lớn. Năm 1918, Tổng thống Woodrow Wilson tuyên bố Tượng đài Quốc gia Katmai tại Alaska là khu vực rộng hơn 1 triệu mẫu Anh (4.000 km²). Katmai sau đó được mở rộng gần 2,8 triệu mẫu Anh (11.000 km²) theo sau những tuyên bố sau đó dựa theo đạo luật Antiquities và trong nhiều năm trời nó là đơn vị lớn nhất trong hệ thống công viên quốc gia tại Hoa Kỳ. Rừng Petrified, Grand Canyon, và Katmai nằm trong số nhiều tượng đài quốc gia sau này được Quốc hội Hoa Kỳ chuyển đổi thành các công viên quốc gia.
Không có bất cứ sự chống đối đáng kể nào từ Quốc hội đối với việc nới rộng sử dụng Đạo luật Antiquities tại Arizona và Alaska - có lẽ một phần vì Arizona và Alaska khi đó vẫn là các lãnh thổ chưa có đại diện tại Quốc hội Hoa Kỳ. Không có phản đối lớn nào xảy ra cho đến năm 1943, khi Tổng thống Franklin D. Roosevelt tuyên bố Tượng đài Quốc gia Jackson Hole tại Wyoming. Ông làm vậy để tiếp nhận đất mà John D. Rockefeller, Jr. đã mua và hiến tặng cho liên bang rồi đưa vào Công viên Quốc gia Grand Teton sau khi Quốc hội từ chối cho phép mở rộng công viên này. Lời tuyên bố của Roosevelt đã gây ra một trận cuồng phong chỉ trích ông trong việc sử dụng Đạo luật Antiquities để qua mặt Quốc hội. Một đạo luật hủy bỏ Tượng đài Quốc gia Jackson Hole được Quốc hội thông qua nhưng bị Roosevelt phủ quyết. Các cuộc đối đầu tại tòa án và quốc hội về quyền tuyên bố của tổng thống được mang ra tranh cãi. Năm 1950, Quốc hội cuối cùng hợp nhất phần lớn khu vực tượng đài này vào Công viên Quốc gia Grand Teton nhưng đạo luật hợp nhất này cũng nghiên cấm việc sử dụng quyền tuyên bố của tổng thống trong tương lai tại Wyoming.
Từ năm 1943, quyền tuyên bố tượng đài của tổng thống được sử dụng rất tằn tiện, và ít khi sử dụng nếu không có sự hỗ trợ và hội ý với Quốc hội. Năm 1949, chẳng hạn, Tổng thống Harry S. Truman tuyên bố Tượng đài Quốc gia Effigy Mounds để nhận đất hiến từ tiểu bang Iowa theo lời yêu cầu của đoàn đại biểu của tiểu bang Iowa. Trong những lần hiếm hoi thế, Quốc hội lại trả đũa khi quyền tuyên bố được sử dụng có vẽ như muốn thách thức ý kiến địa phương và quốc hội. Ngay trước khi ông rời chức tổng thống năm 1961, Tổng thống Dwight D. Eisenhower tuyên bố Tượng đài Quốc gia Kênh Chesapeake và Ohio sau khi Quốc hội từ chối có động thái đối với luật công viên lịch sử quốc gia có liên hệ. Chủ tịch Ủy ban Đối nội Hạ viện là Wayne Aspinall từ tiểu bang Colorado phản ứng bằng cách ngăn chặn không đưa các đạo luật sau này có liên quan đến Công viên Kênh Chesapeake và Ohio ra bàn thảo cho đến cuối thập niên đó.
Việc sử dụng nổi bật nhất quyền tuyên bố đã xảy ra vào năm 1978 khi Tổng thống Jimmy Carter tuyên bố 15 tượng đài quốc gia mới tại tiểu bang Alaska sau khi Quốc hội Congress hoản họp mà không thông qua một đạo luật đất đai chính yếu của Alaska vì bị phản đối mạnh mẽ tại tiểu bang đó. Quốc hội thông qua một phiên bản tu chính của đạo luật vào năm 1980 để hợp nhất phần lớn các tượng đài quốc gia này vào các khu bảo tồn và công viên quốc gia. Ngoài ra đạo luật cũng còn tước đi việc sử dụng thêm nữa quyền tuyên bố của tổng thống tại Alaska.
Quyền tuyên bố của tổng thống không còn được sử dụng nữa tại bất cứ nơi đâu cho đến năm năm 1996 khi Tổng thống Bill Clinton tuyên bố Tượng đài Quốc gia Grand Staircase-Escalante tại Utah. Hành động này không được rộng rải dân chúng tại Utah chấp nhận, và các đạo luật đã được đưa ra nhằm hạn chế hơn nữa việc sử dụng quyền tuyên bố của tổng thống. Cho đến nay, không có đạo luật hạn chế nào được thi hành. Đa số 16 tượng đài quốc gia, do Tổng thống Clinton tuyên bố, được quản lý không chỉ bởi Cục Công viên Quốc gia Hoa Kỳ mà còn có Cục Quản lý Đất đai Hoa Kỳ như là một phần của Hệ thống Bảo tồn Phong cảnh Quốc gia Hoa Kỳ. Các tượng đài mới do Cục Công viên Quốc gia quản lý là Tượng đài Quốc gia Governors Island, Tượng đài Quốc gia Virgin Islands Coral Reef, và, trước kia, Tượng đài Quốc gia Minidoka Internment (từ năm 2008 trở thành Địa danh Lịch sử Quốc gia Minidoka).
George W. Bush tuyên bố hai tượng rất đài rất khác nhau vào năm 2006, kỷ niệm 100 năm Đạo luật Antiquities. Tượng đài Quốc gia African Burial Ground là một khu khảo cổ rất nhỏ trong Thành phố New York.  Tượng đài Quốc gia Quần đảo Tây Bắc Hawaii bảo vệ khoảng chừng 140.000 dặm vuông (360.000 km²) trong Thái Bình Dương, lớn hơn tất cả các công viên quốc gia của Mỹ cộng lại (nó được đổi tên thành Tượng đài Quốc gia Papahānaumokuākea Marine vào năm 2007).
Các tổng thống Hoa Kỳ đã sử dụng quyền tuyên bố của Đạo luật Antiquities không chỉ nhằm tạo thêm các tượng đài quốc gia mới mà còn để mở rộng những tượng đài đang có. Chẳng hạn như Tổng thống Franklin D. Roosevelt mở rộng đáng kể Tượng đài Quốc gia Dinosaur năm 1938, Tổng thống Lyndon B. Johnson đưa Đảo Ellis vào trong Tượng đài Quốc gia Tượng Nữ thần Tự do năm 1965, và Tổng thống Jimmy Carter đưa thêm nhiều phần đất lớn vào trong các tượng đài quốc gia Glacier Bay và Katmai năm 1978.
Tháng 1 năm 2009, Tổng thống George W. Bush sử dụng Đạo luật Antiquities để tạo ra Tượng đài Quốc gia Mariana Trench Marine, Tượng đài Quốc gia Pacific Remote Islands Marine, và Tượng đài Quốc gia Rose Atoll Marine.